# Rorippa benghalensis
Rorippa benghalensis är en korsblommig växtart som först beskrevs av Dc., och fick sitt nu gällande namn av J. Hara. Rorippa benghalensis ingår i släktet fränen, och familjen korsblommiga växter. Inga underarter finns listade i Catalogue of Life.